# Mathieu Brunelle
Mathieu Brunelle (né le 6 août 1983 à Warwick, dans la province de Québec au Canada) est un joueur professionnel canadien de hockey sur glace.

## Carrière de joueur
Après une saison avec les Cantonniers de Magog de la Ligue de hockey midget AAA, il évolue trois saisons dans la Ligue de hockey junior majeur du Québec, connaissant beaucoup de succès avec les Tigres de Victoriaville et les Olympiques de Hull. Il obtient alors une moyenne de plus d’un point par match et il participe à la Coupe Memorial à deux reprises.
Grâce à ses excellentes statistiques, les Flyers de Philadelphie le sélectionne en 7e ronde (211e au total) lors du repêchage de 2002.
Entre 2003 et 2006, il se promène entre la Ligue américaine de hockey et l'East Coast Hockey League, alors qu’il évolue avec les Phantoms de Philadelphie (LAH), ainsi qu’avec les Titans de Trenton, les Bombers de Dayton et les Condors de Bakersfield de l'ECHL.
Il commence la saison 2006-2007 avec le Prairie Thunder de Bloomington de la United Hockey League, puis il dispute deux matchs avec le Gilmyr de Montmagny de la Ligue centrale de hockey (LCH-AAA), six matchs avec les Summum-Chiefs de Saint-Jean-sur-Richelieu de la Ligue nord-américaine de hockey et il termine la saison avec le Caron et Guay de Trois-Rivières.
Après une saison complète dans l'uniforme du Caron et Guay de Trois-Rivières, il dispute ensuite trois saisons en France, soit deux saisons dans l’uniforme des Albatros de Brest, puis la saison 2010-2011 avec les Dragons de Rouen de la Ligue Magnus.
Le 11 août 2011, il signe à titre d’agent libre un contrat avec le Cool FM 103,5 de Saint-Georges de la Ligue nord-américaine de hockey. Avant même que la saison débute, il est échangé le 29 septembre 2011 en compagnie de Brandon Christian au Wild de Windsor. Le 25 décembre, il est à nouveau échangé, cette fois au 3L de Rivière-du-Loup.

## Statistiques
| Saison    | Équipe                                    | Ligue              |    | Saison régulière | Saison régulière | Saison régulière | Saison régulière | Saison régulière |    | Séries éliminatoires | Séries éliminatoires | Séries éliminatoires | Séries éliminatoires | Séries éliminatoires |
| Saison    | Équipe                                    | Ligue              | PJ | B                | A                | Pts              | Pun              | PJ               | B  | A                    | Pts                  | Pun                  |                      |                      |
| 1999-2000 | Cantonniers de Magog                      | Midget AAA         | 42 | 26               | 31               | 57               | 64               | 19               | 8  | 7                    | 15                   | 20                   |                      |                      |
| 2000-2001 | Tigres de Victoriaville                   | LHJMQ              | 65 | 7                | 11               | 18               | 39               | 13               | 1  | 1                    | 2                    | 0                    |                      |                      |
| 2001-2002 | Tigres de Victoriaville                   | LHJMQ              | 72 | 43               | 64               | 107              | 105              | 22               | 11 | 13                   | 24                   | 49                   |                      |                      |
| 2002      | Tigres de Victoriaville                   | Coupe Memorial     | -  | -                | -                | -                | -                | 6                | 1  | 1                    | 2                    | 6                    |                      |                      |
| 2002-2003 | Tigres de Victoriaville                   | LHJMQ              | 39 | 21               | 29               | 50               | 75               | -                | -  | -                    | -                    | -                    |                      |                      |
| 2002-2003 | Olympiques de Hull                        | LHJMQ              | 31 | 17               | 19               | 36               | 44               | 20               | 22 | 16                   | 38                   | 20                   |                      |                      |
| 2003      | Olympiques de Hull                        | Coupe Memorial     | -  | -                | -                | -                | -                | 5                | 3  | 2                    | 5                    | 4                    |                      |                      |
| 2003-2004 | Titans de Trenton                         | ECHL               | 64 | 26               | 30               | 56               | 100              | -                | -  | -                    | -                    | -                    |                      |                      |
| 2003-2004 | Phantoms de Philadelphie                  | LAH                | 7  | 0                | 1                | 1                | 2                | -                | -  | -                    | -                    | -                    |                      |                      |
| 2004-2005 | Titans de Trenton                         | ECHL               | 37 | 12               | 9                | 21               | 51               | -                | -  | -                    | -                    | -                    |                      |                      |
| 2004-2005 | Bombers de Dayton                         | ECHL               | 13 | 2                | 6                | 8                | 32               | -                | -  | -                    | -                    | -                    |                      |                      |
| 2004-2005 | Condors de Bakersfield                    | ECHL               | 18 | 13               | 4                | 17               | 12               | 5                | 1  | 1                    | 2                    | 6                    |                      |                      |
| 2005-2006 | Phantoms de Philadelphie                  | LAH                | 2  | 0                | 2                | 2                | 2                | -                | -  | -                    | -                    | -                    |                      |                      |
| 2005-2006 | Titans de Trenton                         | ECHL               | 37 | 10               | 13               | 23               | 62               | -                | -  | -                    | -                    | -                    |                      |                      |
| 2005-2006 | Condors de Bakersfield                    | ECHL               | 33 | 13               | 14               | 27               | 36               | 11               | 3  | 4                    | 7                    | 30                   |                      |                      |
| 2006-2007 | Prairie Thunder de Bloomington            | UHL                | 25 | 5                | 7                | 12               | 42               | -                | -  | -                    | -                    | -                    |                      |                      |
| 2006-2007 | Gilmyr de Montmagny                       | LCH-AAA            | 2  | 2                | 2                | 4                | 0                | -                | -  | -                    | -                    | -                    |                      |                      |
| 2006-2007 | Summum-Chiefs de Saint-Jean-sur-Richelieu | LNAH               | 6  | 1                | 1                | 2                | 0                | -                | -  | -                    | -                    | -                    |                      |                      |
| 2006-2007 | Caron et Guay de Trois-Rivières           | LNAH               | 13 | 9                | 9                | 18               | 8                | 6                | 3  | 8                    | 11                   | 6                    |                      |                      |
| 2007-2008 | Caron et Guay de Trois-Rivières           | LNAH               | 40 | 15               | 23               | 38               | 71               | 8                | 2  | 4                    | 6                    | 4                    |                      |                      |
| 2008-2009 | Albatros de Brest                         | Division 2         | 16 | 38               | 43               | 81               | 54               | 8                | 14 | 10                   | 24                   | 20                   |                      |                      |
| 2009-2010 | Albatros de Brest                         | Division 1         | 26 | 42               | 24               | 66               | 52               | 6                | 8  | 2                    | 10                   | 0                    |                      |                      |
| 2010-2011 | Dragons de Rouen                          | Ligue Magnus       | 26 | 13               | 15               | 28               | 24               | 9                | 6  | 5                    | 11                   | 4                    |                      |                      |
| 2010-2011 | Dragons de Rouen                          | Coupe continentale | 6  | 1                | 0                | 1                | 6                | -                | -  | -                    | -                    | -                    |                      |                      |
| 2011-2012 | Wild de Windsor                           | LNAH               | 13 | 3                | 3                | 6                | 14               | -                | -  | -                    | -                    | -                    |                      |                      |
| 2011-2012 | 3L de Rivière-du-Loup                     | LNAH               | 24 | 19               | 10               | 29               | 28               | -                | -  | -                    | -                    | -                    |                      |                      |
| 2012-2013 | 3L de Rivière-du-Loup                     | LNAH               | 36 | 22               | 18               | 40               | 44               | -                | -  | -                    | -                    | -                    |                      |                      |
| 2013-2014 | 3L de Rivière-du-Loup                     | LNAH               | 38 | 12               | 23               | 35               | 38               | 4                | 1  | 0                    | 1                    | 4                    |                      |                      |
| 2014-2015 | Prédateurs de Laval                       | LNAH               | 37 | 24               | 42               | 66               | 59               | 4                | 3  | 0                    | 3                    | 6                    |                      |                      |
| 2015-2016 | Prédateurs de Laval                       | LNAH               | 6  | 3                | 0                | 3                | 2                | -                | -  | -                    | -                    | -                    |                      |                      |
| 2015-2016 | Marquis de Jonquière                      | LNAH               | 31 | 12               | 20               | 32               | 22               | 7                | 2  | 1                    | 3                    | 6                    |                      |                      |
| 2016-2017 | Prédateurs de Laval                       | LNAH               | 24 | 6                | 5                | 11               | 28               | 4                | 0  | 1                    | 1                    | 0                    |                      |                      |
| 2017-2018 | Assurancia de Thetford                    | LNAH               | 21 | 4                | 5                | 9                | 26               | -                | -  | -                    | -                    | -                    |                      |                      |
| 2018-2019 | Assurancia de Thetford                    | LNAH               | -  | -                | -                | -                | -                | 6                | 1  | 1                    | 2                    | 2                    |                      |                      |
| 2019-2020 | Assurancia de Thetford                    | LNAH               | 18 | 1                | 3                | 4                | 6                | -                | -  | -                    | -                    | -                    |                      |                      |

## Trophées et honneurs personnels
- Ligue nord-américaine de hockey
  - 2007-2008 : remporte la Coupe Futura avec le Caron et Guay de Trois-Rivières.
- Ligue de hockey junior majeur du Québec
  - 2001-2002 : gagne la Coupe du président et participe à la Coupe Memorial avec les Tigres de Victoriaville.
  - 2002-2003 : gagne la Coupe du Président et participe à la Coupe Memorial avec les Olympiques de Hull.
- France
  - Ligue Magnus
    - 2010-2011 : gagne le championnat de la saison régulière et le championnat des séries avec les Dragons de Rouen.

  - Division 1
    - 2009-2010 : termine meilleur marqueur et meilleur buteur de la ligue.

  - Division 2
    - 2008-2009 : termine meilleur marqueur de la ligue.